# ALL SINGLES BEST (コブクロのアルバム)
『ALL SINGLES BEST』（オール・シングルス・ベスト）は、フォークデュオのコブクロ初のベスト・アルバム。

## 概要
- 2001年のメジャーデビュー曲「YELL〜エール〜」から2005年の「ここにしか咲かない花」「桜」、そして2006年9月時点の最新シングル「君という名の翼」まで収録のコブクロ初のシングルコレクションである。リリース前のテレビCMで女優の菅野美穂を起用し話題となった。2006年9月までに発売された全シングルのA面曲を収録しているが、トコブクロのシングル「毎朝、ボクの横にいて。」はシングルバージョンではなく、カップリングに収録されているコブクロバージョンとなっている。初回限定盤にはロングインタビューなどを収録したDVDが付属。
- なお、CDレーベル面のデザインは敢えて対になるようにデザインされており、ジャケットの左側に移っている足跡がDISC1に、右側に移っている足跡がDISC2にそれぞれ刻印されている。初回付属のDVDには、両方の足跡が刻印されている。また、歌詞カードには、1曲1曲に本人たちによるセルフライナーノーツが記載されている。曲順は「曲が生まれた順」で、現在から過去へと遡る構成となっている。
- 2017年9月時点でTSUTAYAにおいて累計466万回以上がレンタルされ、同時点でTSUTAYAにおけるベスト盤のレンタル回数では歴代1位である[1]。

## 売上
- オリコンチャートで4週連続1位を獲得。男性アーティストの4週連続1位は1998年発売のB'zの『B'z The Best "Pleasure"』以来、8年4ヶ月ぶりである[2]。発売から3週目の集計で100万枚を突破してオリコン集計で初のミリオンセラーを達成し、2007年3月に累計売上が200万枚を突破した。2007年10月13日には出荷枚数が300万枚を突破したと発表され[3][4]、2010年5月17日付オリコンチャートで累計売上枚数が300万枚を突破したと発表された[5]。
- 2007年3月13日、第21回日本ゴールドディスク大賞で、その年に売上枚数が最も多い作品が選ばれるアルバム・オブ・ザ・イヤーを受賞。
- 2008年1月14日付オリコンチャートで『SUPER BEST II』（CHAGE and ASKA）の売上を上回ってボーカル・デュオで歴代トップとなり、さらに2010年8月16日付の集計でそれまで歴代20位であった『LOOSE』（B'z）を上回り、2000年代後半に発売されたアルバムで初めて歴代TOP20入りを果たした。
- 2000年代発売の男性アーティストのアルバム売上1位で、2枚組以上のアルバムでは日本歴代3位の売上となっている。
- 2010年8月23日付の集計で200週ランクインを突破した。
- シングルのミリオンセラーがなく、アルバムの売り上げが300万枚以上の作品を持つ男性アーティストは、コブクロのみである。

## 収録曲

### Disc 1
| #         | タイトル                                   | 作詞・作曲 | 編曲      | 時間  |
| --------- | ------------------------------------------ | ---------- | --------- | ----- |
| 1.        | 「君という名の翼」                         | 小渕健太郎 | コブクロ  | 5:02  |
| 2.        | 「あなたへと続く道」                       | 小渕健太郎 | コブクロ  | 5:45  |
| 3.        | 「ここにしか咲かない花」                   | 小渕健太郎 | コブクロ  | 6:10  |
| 4.        | 「毎朝、ボクの横にいて。-Sweet drip mix-」 | 所ジョージ | コブクロ  | 5:27  |
| 5.        | 「Million Films」                          | 小渕健太郎 | コブクロ  | 5:20  |
| 6.        | 「永遠にともに」                           | 小渕健太郎 | コブクロ  | 5:01  |
| 7.        | 「blue blue」                              | 小渕健太郎 | 笹路正徳  | 4:40  |
| 8.        | 「宝島」                                   | 小渕健太郎 | 笹路正徳  | 4:18  |
| 9.        | 「雪の降らない街」                         | 小渕健太郎 | 笹路正徳  | 5:17  |
| 10.       | 「願いの詩」                               | 小渕健太郎 | 笹路正徳  | 4:09  |
| 合計時間: | 合計時間:                                  | 合計時間:  | 合計時間: | 51:09 |

### Disc 2
| #         | タイトル                        | 作詞・作曲           | 編曲      | 時間  |
| --------- | ------------------------------- | -------------------- | --------- | ----- |
| 1.        | 「風」                          | 小渕健太郎           | 笹路正徳  | 4:36  |
| 2.        | 「YOU」                         | 小渕健太郎           | 笹路正徳  | 4:27  |
| 3.        | 「miss you」                    | 小渕健太郎           | 笹路正徳  | 5:24  |
| 4.        | 「YELL〜エール〜」              | 小渕健太郎           | 笹路正徳  | 5:23  |
| 5.        | 「Bell」                        | 小渕健太郎           | 笹路正徳  | 4:58  |
| 6.        | 「轍 - Street stroke -」        | 小渕健太郎           | コブクロ  | 4:54  |
| 7.        | 「DOOR 〜 The knock again 〜」  | 黒田俊介             | 笹路正徳  | 5:23  |
| 8.        | 「太陽」                        | 小渕健太郎           | 笹路正徳  | 5:15  |
| 9.        | 「桜」                          | 小渕健太郎・黒田俊介 | コブクロ  | 6:01  |
| 10.       | 「未来への帰り道」(bonus track) | 小渕健太郎           | コブクロ  | 5:23  |
| 合計時間: | 合計時間:                       | 合計時間:            | 合計時間: | 51:44 |

### ALL SINGLES BEST SPECIAL DVD
| #  | タイトル                                                             | 作詞 | 作曲・編曲 |
| -- | -------------------------------------------------------------------- | ---- | ---------- |
| 1. | 「tomorrow 未来への帰り道 第1話」(NTT西日本DENPO115ショートムービー) |      |            |
| 2. | 「The Making of 未来への帰り道 Video Clip」                          |      |            |
| 3. | 「「ALL SINGLES BEST」ジャケット足跡メイキング」                     |      |            |
| 4. | 「ロングインタビュー」                                               |      |            |

## 曲の解説

### Disc 1
1. 君という名の翼
13thシングル。アルバム初収録。
2. あなたへと続く道
13thシングル「君という名の翼」のカップリング。アルバム初収録。
3. ここにしか咲かない花
11thシングル
4. 毎朝、ボクの横にいて。-Sweet drip mix-
所ジョージとの企画ユニットトコブクロとしてリリースしたシングルのコブクロバージョン。4thアルバム『MUSIC MAN SHIP』にも収録されている。作詞作曲した所ジョージ曰く「コブクロのほうが（製作者の自分より）いいじゃん！」
5. Million Films
10thシングル「永遠にともに／Million Films」の2曲目。
6. 永遠にともに
10thシングル「永遠にともに／Million Films」の1曲目。
7. blue blue
8thシングル
8. 宝島
7thシングル
9. 雪の降らない街
6thシングル
10. 願いの詩
5thシングル「願いの詩／太陽」の1曲目。

### Disc 2
1. 風
4thシングル
2. YOU
3rdシングル「YOU／miss you」の1曲目。本作でアルバム初収録となったシングルバージョン。こちらはアルバムのものと比べてイントロが異なっている。
3. miss you
3rdシングル「YOU／miss you」の2曲目。
4. YELL〜エール〜
1stシングル「YELL〜エール〜／Bell」の1曲目。
5. Bell
1stシングル「YELL〜エール〜／Bell」の2曲目。アルバム初収録。
6. 轍 - Street stroke -
2ndシングル「轍 -わだち-」の新録。これで3度目の録り直しである。 シングルバージョンと比べ、後奏部分や2番の最初のイントネーションなどが違う。
7. DOOR 〜 The knock again 〜
9thシングルの新録。前出の「轍 - Street stroke -」と同じく、3度目の録り直しで、4thアルバム『MUSIC MAN SHIP』のバージョンとは、イントロのドラム部分や最後の部分などが違っている。
8. 太陽
5thシングル「願いの詩／太陽」の2曲目。
9. 桜
12thシングル
10. 未来への帰り道 (bonus track)
新曲。ライブでは先に披露されており、その後「Million Films」以来のNTT西日本電報イメージソングとして採用された。

### 参考資料
- アルバムセルフライナーノーツ

ALL SINGLES BEST

## ライブ映像・音源作品
| 曲名                                   | 発売年 | 規格        | 作品名                                                                   | 収録日         |
| -------------------------------------- | ------ | ----------- | ------------------------------------------------------------------------ | -------------- |
| 君という名の翼                         |        |             | →「 君という名の翼#ライブ映像・音源作品 」を参照                         |                |
| あなたへと続く道                       |        |             | →「 あなたへと続く道#ライブ映像・音源作品 」を参照                       |                |
| ここにしか咲かない花                   |        |             | →「 ここにしか咲かない花#ライブ映像・音源作品 」を参照                   |                |
| 毎朝、ボクの横にいて。-Sweet drip mix- |        |             | →「 毎朝、ボクの横にいて。-Sweet drip mix-#ライブ映像・音源作品 」を参照 |                |
| Million Films                          |        |             | →「 Million Films#ライブ映像・音源作品 」を参照                          |                |
| 永遠にともに                           |        |             | →「 永遠にともに#ライブ映像・音源作品 」を参照                           |                |
| blue blue                              |        |             | →「 blue blue#ライブ映像・音源作品 」を参照                              |                |
| 宝島                                   |        |             | →「 宝島#ライブ映像・音源作品 」を参照                                   |                |
| 雪の降らない街                         |        |             | →「 雪の降らない街#ライブ映像・音源作品 」を参照                         |                |
| 願いの詩                               |        |             | →「 願いの詩#ライブ映像・音源作品 」を参照                               |                |
| 風                                     |        |             | →「 風#ライブ映像・音源作品 」を参照                                     |                |
| YOU                                    |        |             | →「 YOU#ライブ映像・音源作品 」を参照                                    |                |
| miss you                               |        |             | →「 miss you#ライブ映像・音源作品 」を参照                               |                |
| YELL〜エール〜                         |        |             | →「 YELL〜エール〜#ライブ映像・音源作品 」を参照                         |                |
| Bell                                   |        |             | →「 Bell#ライブ映像・音源作品 」を参照                                   |                |
| 轍-Street stroke-                      |        |             | →「 轍-わだち-#ライブ映像・音源作品 」を参照                             |                |
| DOOR〜The knock again〜                |        |             | →「 DOOR#ライブ映像・音源作品 」を参照                                   |                |
| 太陽                                   |        |             | →「 太陽#ライブ映像・音源作品 」を参照                                   |                |
| 桜                                     |        |             | →「 桜#ライブ映像・音源作品 」を参照                                     |                |
| 未来への帰り道                         | 2007年 | DVD/Blu-ray | KOBUKURO LIVE TOUR '06 "Way Back to Tomorrow"FINAL                       | 2006年12月3日  |
| 未来への帰り道                         | 2012年 | CD          | ALL SINGLES BEST 2 (初回限定盤B)                                         | 2006年12月3日  |
| 未来への帰り道                         | 2015年 | DVD/Blu-ray | KOBUKUROAD2〜奇跡への軌跡〜                                              | 2014年11月13日 |
| 未来への帰り道                         | 2021年 | DVD/Blu-ray | KOBUKUROAD5                                                              | 2020年7月18日  |
| 未来への帰り道                         | 2023年 | DVD/Blu-ray | KOBUKUROAD7                                                              | 2023年3月8日   |